# Alicja Konieczek
Alicja Konieczek (* 2. November 1994 in Nowy Tomyśl) ist eine polnische Leichtathletin, die sich auf den Hindernislauf spezialisiert hat. Auch ihre jüngere Schwester Aneta ist als Leichtathletin aktiv.

## Sportliche Laufbahn
Erste internationale Erfahrungen sammelte Alicja Konieczek 2011 bei den Jugendweltmeisterschaften nahe Lille, bei denen sie im 2000-Meter-Hindernislauf mit 6:55,31 min in der ersten Runde ausschied. Bei den Crosslauf-Weltmeisterschaften 2013 in Bydgoszcz wurde sie in der U20-Wertung nach 21:20 min 64. und schied bei den Junioreneuropameisterschaften in Rieti mit 10:59,80 min im Vorlauf aus. 2018 qualifizierte sie sich für die Europameisterschaften in Berlin, bei denen sie mit 9:41,16 min aber nicht bis in das Finale gelangte. Im Jahr darauf siegte sie bei der Sommer-Universiade in Neapel in 9:41,46 min. Ende September schied sie dann bei den Weltmeisterschaften in Doha mit 9:44,96 min im Vorlauf aus. 2021 nahm sie an den Olympischen Sommerspielen in Tokio teil und verpasste dort mit 9:31,79 min den Finaleinzug und im Dezember gelangte sie bei den Crosslauf-Europameisterschaften in Dublin mit 29:19 min auf Rang 42.
2022 belegte sie bei den Europameisterschaften in München in 9:25,15 min den vierten Platz über 3000 m Hindernis. Im Jahr darauf wurde sie bei der 1. Liga der Team-Europameisterschaft im Rahmen der Europaspiele in 9:38,72 min Erste und anschließend verpasste sie bei den Weltmeisterschaften in Budapest mit 9:23,45 min den Finaleinzug. 2024 belegte sie bei den Europameisterschaften in Rom in 9:23,28 min den siebten Platz, ehe sie im August bei den Olympischen Sommerspielen in Paris mit 9:21,31 min im Finale auf Rang 13 gelangte. Bei den Straßenlauf-Europameisterschaften 2025 in Löwen lief sie nach 33:16 min auf dem 40. Platz über 10 km ein.
2024 wurde Konieczek polnische Meisterin im 3000-Meter-Hindernislauf.

## Persönliche Bestleistungen
- 1500 Meter: 4:10,79 min, 2. Juni 2024 in Warschau
- 3000 Meter: 10:10,51 min, 23. Mai 2014 in Slubice
  - 3000 Meter (Halle): 8:51,08 min, 4. Februar 2023 in Boston
- 5000 Meter: 15:30,61 min, 14. April 2023 in Azusa
  - 5000 Meter (Halle): 15:25,56 min, 7. Dezember 2024 in Boston (polnischer Rekord)
- 10-km-Straßenlauf: 33:16 min, 13. April 2025 in Löwen
- Halbmarathon: 1:11:38 h, 19. Januar 2025 in Houston
- 2000 m Hindernis: 6:04,29 min, 23. Juni 2024 in Posen
- 3000 m Hindernis: 9:16,51 min, 4. August 2024 in Paris (polnischer Rekord)